# カブルチャー
カブルチャーはオーストラリア・クイーンズランド州ブリスベンの約50km北にあり、サウス・イースト・クイーンズランド地域の地方統治区域のひとつであるモートン・ベイ市の一地域である。2008年3月にレッドクリフ市、パイン・リバー市と合併し、モートン・ベイ市となった。
カブルチャーは豊かで静かな歴史を持つ。州都ブリスベンに近いため、ヨーロッパ居住者が定着した最初の地域のひとつであった。

## 交通
ブリスベンからケアンズまで続くフリーウェイであるブルース・ハイウェイ沿いにある。
カブルチャー駅はクイーンズランド鉄道のターミナル駅となっており、シティートレインのカブルチャー線の終着駅、またサンシャイン・コースト線の始終着駅（ブリスベンセントラル駅から発着する電車もある）となっている。
座標: 南緯27度04分 東経152度58分 / 南緯27.067度 東経152.967度